# Makedonikos K.A.E.
Il Makedonikos K.A.E. (gr. Μακεδονικός K.A.E.) è una società cestistica avente sede a Neapoli, in Grecia. Fondata nel 1928, gioca nel campionato greco.
Disputa le partite interne nella Neapoli Indoor Arena, che ha una capacità di 1.500 spettatori.

## Palmarès
- A2 Ethniki: 2

1999-2000, 2001-2002